# Baylisascaris schroederi
 Baylisascaris schroederi  ist ein parasitär lebender Wurm aus der Ordnung der Spulwürmer (Ascaridida).
Baylisascaris schroederi entwickelt sich wie die meisten Spulwürmer über mehrere Larvenstadien. Kleintiere können als Zwischenwirt und Überträger fungieren. Die Entwicklung vom Ei zum Embryo dauert zwei bis vier Wochen und findet außerhalb des Wirts statt. In größeren Tieren kann der Lebenszyklus von Baylisascaris schroederi bis zum fortpflanzungsfähigen adulten Wurm abgeschlossen werden.
Der Spulwurm befällt zunehmend auch den Großen Panda.  Ursprünglich wurde er wahrscheinlich von Katzen und anderen Kleintieren übertragen. Durch die Einengung der Lebensräume der Pandas ist die Übertragung innerhalb der Populationen zu einem Problem geworden. Waren 1990 noch 10 % der Tiere befallen, so sind es heute 50 %. Baylisascaris schroederi ist inzwischen die häufigste Todesursache bei wild lebenden Großen Pandas. Die verschiedenen Larvenstadien befallen unterschiedliche Organe und verursachen schwere Blutungen in Leber, Lunge und Darm. Warum der Wurm besonders den Großen Panda befällt und gerade bei dieser gefährdeten Art tödliche Schäden anrichtet, ist bis jetzt unzureichend bekannt. In einer Studie der Wildlife Conservation Society werden Änderungen im Klima als Grund für eine zunehmende Verbreitung solcher Parasiten genannt. In China wird an Impfstoffen gegen diese Art der Ascariasis geforscht.